# Emil Ukleja
Emil Ukleja (ur. 24 sierpnia 1902 w Głębokiej, zm. 3 maja 1975) – polski malarz pejzażysta.

## Życiorys
Ukleja był synem wiertacza naftowego. Spędził dzieciństwo w Utyni, Stanisławowie i Baku. W późniejszym okresie służył w kawalerii. Następnie podjął naukę w Państwowej Szkole Sztuk Zdobniczych i Przemysłu Artystycznego w Krakowie (klasa zawodowa – grafika). W 1927 podjął naukę w Szkole Sztuk Pięknych w Warszawie, gdzie uczył się w pracowniach Miłosza Kotarbińskiego i Władysława Skoczylasa. Jednocześnie pracował, wykładając w szkołach zawodowych w Łodzi i pracując jako nauczyciel. Podczas II wojny światowej przebywał w Warszawie, gdzie organizował tajne nauczanie, tam także przebywał trakcie powstania warszawskiego, a po jego upadku został wypędzony do obozu przejściowego w Pruszkowie. Po II wojnie światowej był wykładowcą Państwowej Szkoły Przemysłowej Żeńskiej w Łodzi oraz działał w Związku Polskich Artystów Plastyków.
Został pochowany na cmentarzu św. Rocha na Radogoszczu w Łodzi.

## Twórczość
Ukleja tworzył metaforyczne pejzaże, przesycone błękitem, zielenią, żółcią i bielą, przedstawiając rzeczywistość okupowanej podczas II wojny światowej Warszawy oraz ukazując tragizm powstania warszawskiego. Wystawiał m.in. w salonie Spółdzielni Pracy ZPAP w Łodzi (1947) i na Wystawie Centralnego Biura Wystaw Artystycznych w Łodzi (1957).
Jego prace znajdują się w Muzeum Sztuki w Łodzi.